# 11809 Shinnaka
11809 Shinnaka eller 1981 EG18 är en asteroid i huvudbältet som upptäcktes den 2 mars 1981 av den amerikanska astronomen Schelte J. Bus vid Siding Spring-observatoriet. Den är uppkallad efter den japanske astronomen Yoshiharu Shinnaka.